# Krzysztof Heksel
Krzysztof Heksel (ur. 21 kwietnia 1982 w Wałbrzychu) – polski artysta, malarz sztalugowy.

## Życiorys
Krzysztof Heksel urodził się w 1982 roku w Wałbrzychu gdzie mieszka i tworzy. Sztuka była obecna w jego domu od najmłodszych lat głównie za sprawą ojca, malarza amatora. Jest samoukiem, nie posiada wykształcenia artystycznego.
Od 2013 roku pokazuje swoje obrazy na wystawach. W krótkim czasie jego prace zostały docenione i w marcu 2015 roku przyjęto go do Związku Artystów Plastyków.

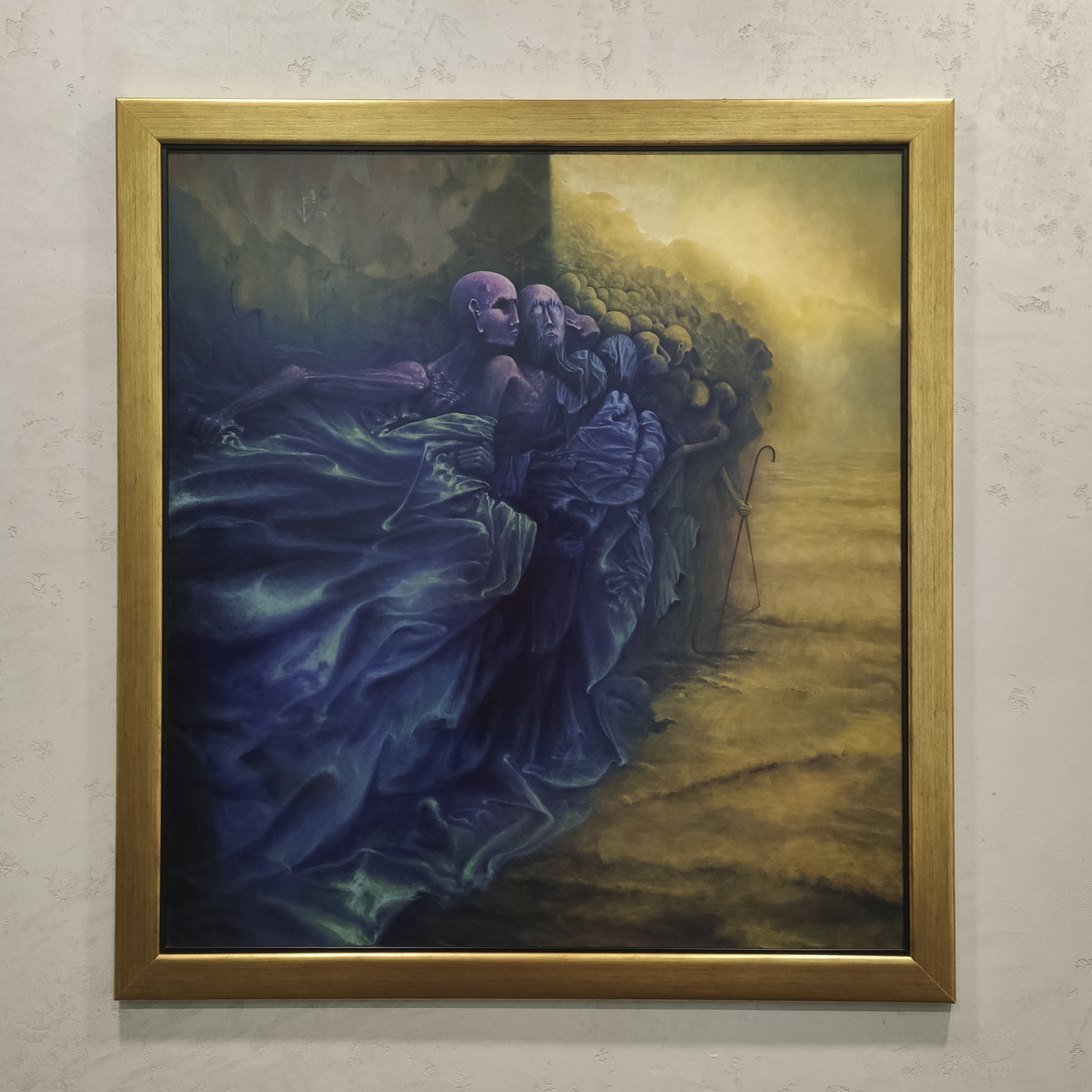
Krzysztof Heksel, 104x96 cm

## Styl
Jego styl i technika ewoluowała przez lata. Zaczynał od szkiców ołówkiem, poprzez farby wodne, akrylowe, ale to jednak oleje stałe się jego ulubioną techniką malarską. Inspiruje się Zdzisławem Beksińskim, Iwanem Ajwazowskim, Williamem Turnerem i Aleksandrem Gierymskim. Obecnie jego obrazy wpisują się w nurt surrealizmu. Tematyka jego prac porusza przemijanie, śmierć oraz marzenia senne. Obrazy powstają na płytach, malowane są olejami techniką laserunku dla uzyskania ciekawszej faktury obrazu. Artysta tłumaczy
"Mój ojciec malował tylko na płótnie. Nie pasowało mi to płótno, które się tak poddawało. Nie można było mocniej pędzlem przycisnąć, bo robiło się wgłębienie. Było zbyt delikatne. A ja miałem manie na punkcie tego, żeby coś, co robię było solidne".
Artysta nie tytułuje swoich dzieł nie chcąc narzucać widzom drogi do interpretacji.
Przez wielu porównywany do Beksińskiego. Piotr Pawlicki w telewizyjnym wywiadzie dla Fakty TVP Wrocław określił, że prace Krzysztofa Heksla to nie kopiowanie, lecz przedłużenie twórczości Beksińskiego. Określił go jako kontynuatora tego co stworzył Beksiński.

## Wystawy indywidualne i grupowe
2013, wrzesień – "Inspiracje", Wałbrzych, Galeria na Piętrze, Katolickiego Stowarzyszenia Civitas      

2014, styczeń – "Magiczne światy", Głuszyca, Galeria Centrum Kultury-MBP

2014, październik – "Na pograniczu światów...", Ząbkowice Śląskie, Galeria Rotunda Centrum Kultury

2014, listopad –  "Na pograniczu światów...", Boguszów Gorce, Centrum Kulturalno – Kongresowym „Witold”
2015, luty –  "Na pograniczu światów...", Kłodzko, Parter KCKSIR

2015, marzec –  Wystawa Zbiorowa Artystów Dolnośląskiego Oddziału ZAP, Wałbrzych, Biblioteka „Pod Atlantami”

2015, listopad –  Malarstwo, Wrocław, Galeria Impart

2016, czerwiec –  Wystawa Zbiorowa Artystów Dolnośląskiego Oddziału ZAP, Wałbrzych, Zamek Książ
2016, sierpień – "Surrealistyczne światy Krzysztofa Heksla", Wrocław, Hala Stulecia – Polcon

2016, listopad – Malarstwo, Wałbrzych, Centrum Nauki i Sztuki Stara Kopalnia

2016, listopad – Flux Exhibition, Londyn, The Old Truman Brewery

2017 luty – "Metamorfoza", Gdańsk, Włocławek, Kołobrzeg, Wrocław - wystawa zbiorowa prac polskich artystów z nurtu surrealizmu i realizmu magicznego.

2017, marzec – "Impresje", Wałbrzych, Muzeum Porcelany, wystawa zbiorowa Związku Artystów Plastyków Oddziału Dolnośląskiego

2017, marzec – "One Night One Art" - wystawa indywidualna, Piaseczno, Art-Passion

2019, sierpień – Muzeum Magicznego Realizmu "Ochorowiczówka" w Wiśle, wystawa indywidualna